# Marco Bortolotti
Marco Bortolotti (* 21. Januar 1991 in Guastalla) ist ein italienischer Tennisspieler.

## Karriere
Bortolotti stieg auf der ITF Junior Tour bis auf Rang 127 im Jahr 2009. Seinen einzigen Auftritt auf der Grand-Slam-Ebene der Junioren hatte er 2009 bei den Australian Open im Doppel.
Direkt im Anschluss an seine Zeit als Junior spielte der Italiener auch Turniere der Profis. Den Großteil seiner Karriere verbrachte er dabei auf der drittklassigen ITF Future Tour. Im Einzel schaffte er nie den Durchbruch auf der höherdotierten ATP Challenger Tour und konnte auf dieser nur zweimal zwei Matches in Folge gewinnen. Insgesamt stehen zwei gewonnene Future-Titel zu Buche, die ihn im April 2016 auf seinen Karrierebestwert von Rang 355 führten. Im Doppel war Bortoletti ungleich erfolgreicher, wenngleich er auch dort zunächst fast ausschließlich Futures spielen musste. Dafür gewann er von 2013 bis Ende 2021 insgesamt 41 Future-Titel. Das erfolgreichste Jahr war 2015, als er 10 Titel gewann. Bei Challengers konnte er 2015 erstmals in Sevilla ein Finale erreichen und stand mit Platz 234 auch am bis dato höchsten in der Tennisweltrangliste. Sechs Jahre später gelang ihm schließlich ein Durchbruch bei Challengers, indem er in Barletta und Neapel gleich zwei Titel gewann und ein weiteres Finale erreichte. Anfang 2022 ließ er in Forlì I und Forlì V zwei weitere Titel folgen, sodass er in der Rangliste bis auf Platz 166 vorstieß – ein neues Karrierehoch.
Im Oktober 2023 wurde Bortolotti während eines Challenger-Turniers in Lissabon positiv auf Clostebol getestet. Er konnte beweisen, dass die Einnahme unbeabsichtigt geschah, weshalb es zu keiner Sperre oder Geldstrafe kam. Die Punkte und das Preisgeld für das Turnier wurden aber aberkannt.

## Erfolge
| Legende (Anzahl der Siege) |
| Grand Slam                 |
| ATP Finals                 |
| ATP Tour Masters 1000      |
| ATP Tour 500               |
| ATP Tour 250               |
| ATP Challenger Tour (10)   |

### Doppel

#### Turniersiege
| Nr. | Datum              | Turnier    | Belag         | Partner              | Finalgegner                              | Ergebnis          |
| --- | ------------------ | ---------- | ------------- | -------------------- | ---------------------------------------- | ----------------- |
| 1.  | 28. August 2021    | Barletta   | Sand          | Cristian Rodríguez   | Gijs Brouwer Jelle Sels                  | 6:2, 6:4          |
| 2.  | 17. Oktober 2021   | Neapel     | Sand          | Sergio Martos Gornés | Dustin Brown Andrea Vavassori            | 6:4, 3:6, [10:7]  |
| 3.  | 8. Januar 2022     | Forlì (1)  | Hartplatz (i) | Arjun Kadhe          | Michaël Geerts Alexander Ritschard       | 7:65, 6:2         |
| 4.  | 26. Februar 2022   | Forlì (2)  | Hartplatz (i) | Witalij Satschko     | Victor Vlad Cornea Fabian Fallert        | 7:65, 3:6, [10:5] |
| 5.  | 13. August 2022    | San Marino | Sand          | Sergio Martos Gornés | Ivan Sabanov Matej Sabanov               | 6:4, 6:4          |
| 6.  | 30. September 2023 | Braga      | Sand          | Alexandru Jecan      | Stefano Travaglia Alexander Weis         | 7:5, 7:5          |
| 7.  | 2. Dezember 2023   | Maia       | Sand (i)      | Andrea Vavassori     | Fernando Romboli Szymon Walków           | 6:4, 3:6, [12:10] |
| 8.  | 22. Juni 2024      | Sassuolo   | Sand          | Matthew Romios       | Ryan Seggerman Patrik Trhac              | 7:67, 2:6, [11:9] |
| 9.  | 13. Juli 2024      | Triest     | Sand          | Matthew Romios       | Daniel Dutra da Silva Courtney John Lock | 6:2, 7:66         |
| 10. | 10. August 2024    | Cordenons  | Sand          | Matthew Romios       | Jiří Barnat Andrew Paulson               | kampflos          |